# Kiringi
Kiringi, auch Krin, (andere Schreibweise Crin), Kele; sind hölzerne Schlitztrommeln aus Sierra Leone und Guinea.
Die regional unterschiedlich bezeichneten idiophonen Aufschlaginstrumente gehören zu der in Afrika überwiegenden Gattung der Lippen- oder Zungenschlitztrommeln. Kiringis werden aus einem durchschnittlich 50 Zentimeter langen Baumstamm hergestellt. Dieser ist im mittleren Bereich ausgehöhlt und mit drei radial verlaufenden Längsschlitzen versehen. Dadurch ergeben sich zwei freischwingende Holzplatten, deren Breite und Länge für die Tonhöhe maßgeblich ist. Kiringis sind in nicht fester Tonhöhe gestimmte Idiophone.

## Bauformen und Spielweise
Die Holzplatten mit einer Breite von fünf bis zehn Zentimeter dienen als Schlagflächen und werden mit einfachen oder kautschukbestückten Holzschlägeln angespielt. Dünnere Zungen ergeben einen höheren Ton.
Kiringis werden in der traditionellen afrikanischen Musik als Soloinstrumente oder zur Begleitung von Balafon und Djembé gespielt. Die Kpelle, deren Siedlungsschwerpunkt in Waldguinea liegt, nutzen meistens drei bis vier in der Klanghöhe unterschiedliche Schlitztrommeln. Wie beim Spiel der Basstrommeln (Dunduns) in Guinea wird häufig eine sehr große, tief tönende und bis zu ein Meter lange Krin mit einem Durchmesser von 30 bis 45 Zentimeter mit einer mittleren und einer kleinen, hoch tönenden Krin kombiniert, die 35 bis 45 Zentimeter lang und 10 bis 15 Zentimeter dick sein kann. So entsteht ein polyrhythmisches Zusammenspiel von drei unterschiedlich hoch klingenden Krins mit jeweils zwei bis fünf verschiedenen Klangmöglichkeiten.
Traditionell werden die Schlitztrommeln auf dem Boden sitzend zwischen die Beine geklemmt gespielt, es ist jedoch möglich, sie in Ständer zu stellen und im Stehen zu spielen.